# Alfa i Omega (album)
Alfa i Omega – debiutancki album studyjny polskiego rapera Fokusa. Wielokrotnie przekładana premiera wydawnictwa odbyła się 17 listopada 2008. Nagrania były promowane teledyskiem do utworu „SMSy”.
18 lutego 2014 ukazała się jednopłytowa reedycja albumu. Zmieniła się tracklista – wszystkie skity zostały usunięte, w zamian pojawił się jeden bonusowy utwór wyprodukowany przez D.i.N.O. Reedycja różni się od pierwszego wydania także okładką.

## Lista utworów
| CD 1 – Alfa 1. „F” 2. „Magic Hour” 3. „Skit 1” 4. „Kabina” (gościnnie: Aes) 5. „Alter ego” 6. „Hadouken” 7. „Lista” 8. „Czas II” (gościnnie: Ana) 9. „Już dawno nie” (gościnnie: HST) 10. „Skit 2” 11. „SMSy” 12. „Skit 3” 13. „Desperados” (gościnnie: Rahim) 14. „Skit 4” 15. „Lajt” |  | CD 2 – Omega 1. „Skit 5” 2. „Przetrwasz” (gościnnie: O.S.T.R.) 3. „Super Saiyan” 4. „Skit 6” 5. „Spacer” (gościnnie: Śliwka Tuitam) 6. „Skit 7” 7. „Sekrety” (gościnnie: Pezet) 8. „Skit 8” 9. „KTW LDN” (gościnnie: Kay-K, Mr Hide, Aes, Ahmos, Trask, Genesis Elijah) 10. „Skit 9” 11. „Echo” 12. „Soundkillers” (gościnnie: K2, Ćma) 13. „Skit 10” 14. „SMSy (Stahu REMIX)” 15. „Skit 11” |

| Alfa i Omega (reedycja) |
| --- |
| 1. „F” – 1:34 2. „Magic Hour” – 5:27 3. „Kabina” (gościnnie: Aes) – 3:34 4. „Alter ego” – 2:32 5. „Hadouken” – 1:24 6. „Lista” – 3:54 7. „Czas II” (gościnnie: Ana) – 3:18 8. „Już dawno nie” (gościnnie: HST) – 4:21 9. „SMSy” – 4:05 10. „Desperados” (gościnnie: Rahim) – 2:55 11. „Lajt” – 1:56 12. „Przetrwasz” (gościnnie: O.S.T.R.) – 6:34 13. „Super Saiyan” – 4:58 14. „Spacer” (gościnnie: Śliwka Tuitam) – 4:33 15. „Sekrety” (gościnnie: Pezet) – 3:42 16. „KTW LDN” (gościnnie: Kay-K, Mr Hide, Aes, Ahmos, Trask, Genesis Elijah) – 4:16 17. „Echo” – 4:36 18. „Soundkillers” (gościnnie: K2, Ćma) – 2:24 19. „Remix: SMSy” – 3:49 20. „Bonus track” |